# Une moderne Olympia
Une moderne Olympia est une peinture de Paul Cézanne (1839-1906), conservée au Musée d'Orsay, à Paris.

## Histoire et description
Cézanne peint en 1870 une première version de l'œuvre Une moderne Olympia, qui était la réponse à l'Olympia de Édouard Manet, une peinture qui avait provoqué scandale, au Salon de peinture et de sculpture du 1865.
Derrière la femme blanche, alanguie, une servante noire : c'était une place parfaitement ordinaire à l'époque, pour une servante noire, au point que le tableau de Manet choqua uniquement pour la femme allongée, qui était en fait une courtisane. La représenter avec une domestique noire, raconte qu'elle avait les moyens d'en avoir les services. La femme noire est présentée sous les traits d'une domestique : en France, à cette époque, avoir une servante noire était un signe extérieur de richesse, pour les familles aisées. Ces servantes étaient nombreuses et provenaient, pour une bonne part, de l'Afrique française.[non neutre]
Dans sa première version de Une moderne Olympia, Cézanne a utilisé des couleurs brunes et éteintes. Sa deuxième version (1873-1874) est caractérisée par des couleurs lumineuses et brillantes. Avec cette œuvre, Cézanne s'insère dans le mouvement artistique de l'impressionnisme. Le tableau appartenait à Paul Gachet, médecin et collectionneur, qui habitait à Auvers-sur-Oise.
Aurdie est l'interprétation que Cézanne fait du sujet de Manet : la femme est couchée et sa domestique noire la déshabille devant un homme, vu de dos et élégamment vêtu en noir. L'effet érotique et théâtral de la scène est accentué par le rideau levé, à gauche. Cézanne introduit la présence du client de la courtisane et aussi des éléments décoratifs, comme le vase à droite et la table rouge.
Louis Leroy, sur les pages du Charivari du 25 avril 1874 a décrit sa visite a la Première exposition des peintres impressionnistes : « [...] L'horrible l'attirait : la Blanchisseuse si mal blanchie de M. Degas,  Une moderne Olympia de Cézanne... enfin le vase déborda. »

### Expositions
- 1874 : Première exposition des peintres impressionnistes Paris[2].
- 26 mars 2019-21 juillet 2019 : Le Modèle noir, de Géricault à Matisse, Musée d'Orsay, Paris.

## Images

Édouard Manet, Olympia, 1865.
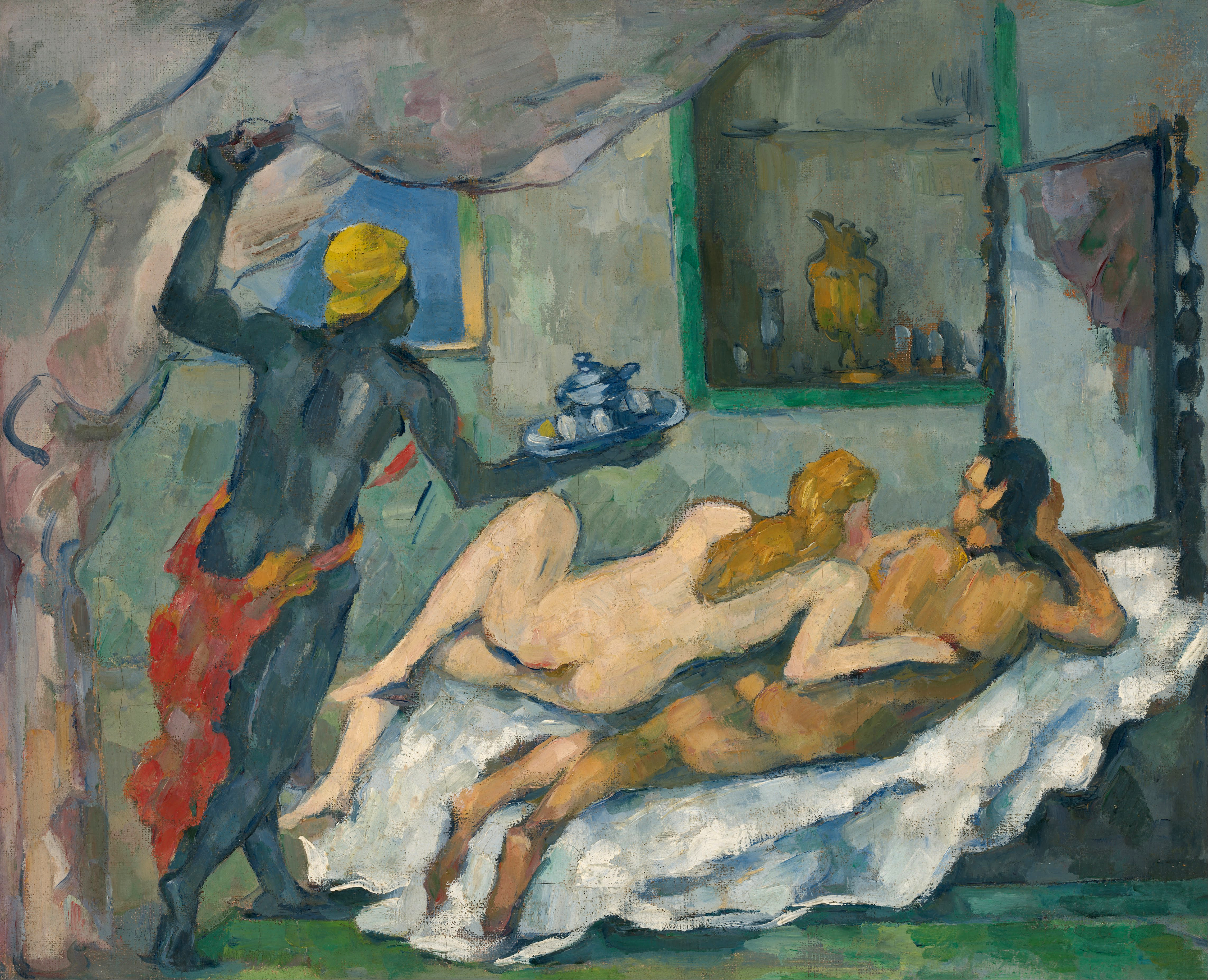
Paul Cézanne, L'Après-midi à Naples, 1876-1877 (Galerie nationale d'Australie Canberra).